# Helmut Baierl
Helmut Baierl (23. prosince 1926, Rumburk, Československo – 19. září 2005, Berlín, Německo) byl německý spisovatel a viceprezident Akademie umění NDR.

## Biografie
Helmut Johannes Baierl se narodil 23. prosince 1926 v severočeském Rumburku v rodině gymnaziálního učitele. Jako osmnáctiletý vstoupil v roce 1944 do NSDAP. Po vysídlení do NDR pracoval v zemědělství a učil ruštinu. V letech 1945–1947 byl členem Liberálně demokratické strany Německa, v období 1947–1989 pak Sjednocené socialistické strany Německa. V letech 1955–1957 vystudoval slavistiku na Univerzitě v Halle, po té se stal docentem pro lidovýchovu. Po dalším studiu na lipském Institutu pro literaturu byl – od roku 1959 – hlavním lektorem Hofmeisterova nakladatelství a od roku 1967 potom autorem i dramaturgem Berliner Ensemble, kde působil rovněž jako přidělený stranický tajemník. Již od roku 1967 byl Baierl spisovatelem na volné noze, stále se však politicky angažoval, ať už jako kandidát a člen stranického vedení Berlínského okresu, nebo jako sekretář a později viceprezident Akademie umění NDR. Od roku 1968 byl veden jako tajný spolupracovník Stasi pod krycím jménem "Flinz". Zemřel v Berlíně 12. září 2005.

## Dílo
Helmut Baierl byl jedním z nejvýznamnějších dramatiků NDR, kteří tak či onak vycházeli z tvorby Bertolta Brechta. Jeho dílo je zcela poplatné doktríně socialistického realismu, pro Baierla je však typické, že se snaží dát socialistické všednodennosti úsměvavou podobu.
- Gladiolen, ein Tintenfass und eine bunte Kuh, 1953
- Ein Wegweiser, 1953
- Die Feststellung, 1958
- Frau Flinz, 1961 (Český překlad: Kurážná matka Flincová : komedie o 3 dějstvích s prologem a epilogem, 1962)
- Die Feststellung, 1961
- Der rote Veit, 1962
- Fünf Geschichten vom Dreizehnten, 1963
- H. Baierl, M. Wekwerth Frau Flinz, 1965
- Johanna von Döbeln, 1969
- Der lange Weg zu Lenin, 1970
- Die Lachtaube, UA 1974 (Český překlad: Hrdlička : veselohra, 1976)
- Die Köpfe oder das noch kleinere Organon, 1974
- Gereimte Reden (Agitační lyrika), 1976
- Kirschenpflücken: Komödie, 1980 (Český překlad: Čas třešní : komedie, 1981)
- Leo und Rosa, 1982
- Das zweite Leben des F.G.W.Platow, 1983
- Polly erzählt. Jugenderinnerungen eines Großstadthundes., 1986, ISBN 3-7684-3604-7